# Alexander Wallace Sproull
Alexander Wallace Sproull, britanski general, * 24. december 1892, † 12. marec 1961.